# 青木泰憲
青木 泰憲（あおき やすのり、1969年 - ）は、日本の映画・テレビドラマプロデューサー。WOWOW制作局ドラマ制作部を経て、2024年６月より東宝株式会社に所属。

## 略歴
神奈川県出身。立教大学卒業後、1999年にWOWOW入社。2002年にスタートしたWOWOWのドラマW、連続ドラマWの中核を担ってきたプロデューサー。『パンドラ』シリーズや『空飛ぶタイヤ』、『下町ロケット』など数多くの受賞作品を制作。       池井戸潤原作の『アキラとあきら』は、WOWOWの連続ドラマを制作した後、東宝配給の映画もプロデュースした。

## 単発ドラマ
- 『娘の結婚』 (2003年) プロデューサー
- 『宿命』 (2004年) プロデューサー
- 『自由戀愛』(2005年) プロデューサー
- 『心の砕ける音』(2005年) プロデューサー
- 『祖国』(2005年) プロデューサー
平成18年日本民間放送連盟賞優秀
平成17年度文化庁芸術祭テレビドラマ番組優秀賞
第23回ATP賞テレビグランプリ2006グランプリ
- 『アウトリミット』(2005年) プロデューサー
- 『対岸の彼女』(2006年) プロデューサー
平成18年度文化庁芸術祭テレビドラマ番組優秀賞
第32回放送文化基金賞番組部門テレビドラマ番組賞
- 『チルドレン』(2006年) プロデューサー
- 『マエストロ』(2006年) プロデューサー
- 『MBO（マネジメント・バイアウト）(2007年) プロデューサー
- 『真夜中のマーチ(2007年) プロデューサー
- 『震度0』(2007年) プロデューサー
- 『恋せども、愛せども』(2007年) プロデューサー
- 『宮部みゆき「長い長い殺人」』(2007年) プロデューサー
- 『蒼い瞳とニュアージュ』(2007年) プロデューサー
- 『扉は閉ざされたまま』(2008年) プロデューサー
- 『君の望む死に方』(2008年) プロデューサー
- 『横山秀夫「ルパンの消息」』(2008年) プロデューサー
- 『誘拐』(2009年) プロデューサー
- 『第三のミス〜まず石を投げよ〜』(2009年) プロデューサー
- 『パーフェクト・ブルー』(2010年) プロデューサー
- 『横山秀夫サスペンス』(2010年) プロデューサー
- 『再生巨流』(2011年) プロデューサー
- 『横山秀夫サスペンス第二弾』(2011年) プロデューサー
- 『死刑基準』(2011年) プロデューサー
- 『パンドラ〜永遠の命〜』(2014年) プロデューサー

## 連続ドラマ
- 『パンドラ』（2006年）プロデューサー
2008東京ドラマアウォードグランプリ
- 『プリズナー』（2006年）プロデューサー
- 『空飛ぶタイヤ』（2009年）プロデューサー
2009年日本民間放送連盟賞最優秀
第26回ATP賞テレビグランプリ2009グランプリ、最優秀賞
2009東京ドラマアウォード優秀賞
- 『パンドラII 飢餓列島』（2010年）プロデューサー
- 『下町ロケット』（2011年）プロデューサー
第29回ATP賞テレビグランプリ2012優秀賞
- 『パンドラIII　革命前夜』（2011年） プロデューサー
- 『造花の蜜』（2011年）プロデューサー
- 『推定有罪』（2012年）プロデューサー
- 『マグマ』（2012年）プロデューサー
- 『プラチナタウン』（2012年）プロデューサー
- 『レディ・ジョーカー』（2013年） プロデューサー
- 『震える牛』（2013年）プロデューサー
- 『LINK』（2013年）企画・プロデュース
- 『血の轍』（2014年）プロデューサー
- 『地の塩』（2014年）プロデューサー
- 『株価暴落』（2014年）プロデューサー
- 『贖罪の奏鳴曲』（2015年）チーフプロデューサー
- 『スケープゴート』（2015年）チーフプロデューサー
- 『テミスの求刑』（2015年）チーフプロデューサー
- 『ふたがしら』（2015年）チーフプロデューサー
- 『5人のジュンコ』（2015年）チーフプロデューサー
- 『荒地の恋』（2016年）チーフプロデューサー
- 『沈まぬ太陽』（2016年）プロデューサー
- 『ヒポクラテスの誓い』（2016年）チーフプロデューサー
- 『銭形警部』（2017年）エグゼクティブプロデューサー
  - 『銭形警部 漆黒の犯罪ファイル』（2017年）エグゼクティブプロデューサー
- 『犯罪症候群』（2017年）プロデューサー
  - 『犯罪症候群　Season2』（2017年）プロデューサー
- 『アキラとあきら』（2017年）プロデューサー
- 『監査役 野崎修平』（2018年）プロデューサー
- 『パンドラIV AI戦争』（2018年）プロデューサー
- 『孤高のメス』（2019年）プロデューサー
- 『絶叫』（2019年）プロデューサー
- 『ミラー・ツインズ』（2019年）プロデューサー
  - 『ミラー・ツインズ Season2』（2019年）プロデューサー
- 『トップリーグ』（2019年）チーフプロデューサー
- 『引き抜き屋』（2019年）チーフプロデューサー
- 『頭取 野崎修平』（2020年）チーフプロデューサー
- 『鉄の骨』（2020年）プロデューサー
- 『セイレーンの懺悔』（2020年）チーフプロデューサー
- 『夜がどれほど暗くても』（2020年）チーフプロデューサー
- 『世にも奇妙な君物語』（2021年）チーフプロデューサー
- 『インフルエンス』（2021年）チーフプロデューサー
- 『華麗なる一族』（2021年）チーフプロデューサー
- 『黒鳥の湖』（2021年）チーフプロデューサー
- 『准教授・高槻彰良の推察 Season1』（2021年）
- 『ソロモンの偽証』（2021年）チーフプロデューサー
- 『だから殺せなかった』（2022年）チーフプロデューサー
- 『ヒル』（2022年）チーフプロデューサー
  - 『ヒル Season2』（2022年）チーフプロデューサー
- 『正体』（2022年）チーフプロデューサー
- 『眼の壁』（2022年）チーフプロデューサー
- 『シャイロックの子供たち』（2022年）プロデューサー
- 『ギバーテイカー』（2023年）チーフプロデューサー
- 『フィクサー』（2023年）企画・プロデュース
  - 『フィクサー Season2』（2023年）企画・プロデュース
  - 『フィクサー Season3』（2023年）企画・プロデュース
- 『落日』（2023年）チーフプロデューサー
- 『ギフテッド 』（2023年9月 - 10月、東海テレビ・フジテレビ・WOWOW）チーフプロデューサー
  - 『ギフテッド Season2』（2023年）チーフプロデューサー
- 『ゲームの名は誘拐』（2024年）チーフプロデューサー
- 『ハスリンボーイ』（2024年）チーフプロデューサー
- 『誰かがこの町で』（2024年）企画・プロデュース
- 『失踪人捜索班 消えた真実』（2025年）プロデューサー

## 参考
- ドラマデータベース
- allcinema.net
- WOWOWFIRTURES